# Réka Aschenbrenner
Réka Aschenbrenner (Veszprém, 9 marzo 1994) è una calciatrice ungherese, di ruolo portiere.

## Carriera

### Nazionale
Viene più volte convocata nelle rappresentative nazionali giovanili, prima con l'Under-17 per poi passare all'Under-19.
Con la prima il suo esordio avviene in occasione delle qualificazioni all'edizione 2010 del Campionato europeo femminile Under 17 di calcio, nella partita valida per il primo turno di qualificazione nel Gruppo 3 giocata il 12 ottobre 2009 con le pari età della Croazia, match terminato con vittoria delle ungheresi per 3 a 2.

## Palmarès

### Club
- Női NB I: 1

MTK Hungaria: 2014
- Magyar kupa femminile: 1

MTK Hungaria: 2014
- Campionato italiano di Serie B: 1

Acese: 2014-2015